# Voo Air Canada 143
O voo Air Canada 143, também conhecido como Planador de Gimli, foi uma rota doméstica regular de uma aeronave da Air Canada que se envolveu num bizarro incidente aéreo. Em 23 de julho de 1983, um jato Boeing 767-200, que fez esta rota, ficou totalmente sem combustível à altitude de 41 000 ft (12 500 m), aproximadamente na metade do caminho entre Montréal e Edmonton. A tripulação conseguiu pousar o avião em segurança no Aeroparque Industrial de Gimli, uma antiga base aérea em Gimli, Manitoba.
A subsequente investigação revelou falhas administrativas e uma combinação de erros humanos que resultaram no incidente, principalmente no cálculo da quantidade de combustível, devido à então recente substituição do sistema imperial pelo sistema métrico. O avião deveria ter sido abastecido com 22 300 kg (49 200 lb) de combustível, mas recebeu apenas 22 300 lb (10 100 kg), menos de metade.

## Incidente
Em 22 de julho de 1983, na véspera do incidente, o Boeing 767 da Air Canada (prefixo C-GAUN, c/n 22520/47) voou de Toronto para Edmonton, onde passou por uma verificação de rotina. No dia seguinte voou para Montréal. Após mudança de tripulação, ele partiu de Montreal cumprindo o voo 143, voltando a Edmonton, via Ottawa, comandado pelo capitão Robert "Bob" Pearson e pelo primeiro-oficial Maurice Quintal.

### Esgotamento do combustível
À altitude de 12 500 m (41 000 ft), sobre Red Lake, Ontario, o sistema de alerta do cockpit da aeronave disparou, indicando um problema com a pressão do combustível do lado esquerdo do avião. Imaginando que a bomba de combustível havia falhado, os pilotos a desligaram, pois a gravidade ainda poderia levar o combustível aos motores. Segundo o computador de bordo, ainda havia combustível em quantidade suficiente para o voo, mas, como seria descoberto posteriormente, esse cálculo foi feito com base em parâmetros incorretos. Algum tempo depois, outro alerta de pressão de combustível soou, fazendo com que os pilotos desviassem o voo para Winnipeg. Segundos depois, o motor esquerdo apagou, e os pilotos começaram a se preparar para pousar com apenas um motor.
Enquanto comunicavam a mudança no plano de voo ao controle de tráfego e tentavam religar o motor, o sistema de alerta do cockpit soou novamente, desta vez com um longo e grave "bong", que ainda não havia sido escutado pelos pilotos. Esse era o som do alerta de "todos os motores falharam", incidente nunca simulado durante o treinamento. Momentos depois, a maioria dos instrumentos do cockpit se apagou, logo após o motor direito parar de funcionar.

### Pouso forçado
Prosseguindo com o desvio para Winnipeg, os pilotos já estavam a uma altura de 7 900 m (25 900 ft), quando o segundo motor apagou. Imediatamente, eles procuraram nas instruções de emergência da aeronave um capítulo que descrevesse como pousar sem nenhum dos motores, mas tal trecho não existia. No entanto, o capitão Pearson era um experiente piloto de planadores, e tinha habilidades que, em situações normais, jamais seriam usadas na aviação comercial. Para conseguir o maior alcance possível, e portanto ter mais liberdade para escolher um local para pousar, ele precisaria pilotar o 767 a uma velocidade conhecida como "velocidade ideal de taxa de descida". Imaginando qual poderia ser o valor dessa velocidade para o 767, ele manteve a aeronave à velocidade de 220 kn (407 km/h).
O primeiro oficial Maurice Quintal começou a fazer cálculos, para saber se eles conseguiriam chegar a Winnipeg. Ele utilizou as informações de altitude fornecidas por um dos instrumentos do avião, enquanto a distância percorrida pelo avião era fornecida pelo controle de tráfego, que media o deslocamento do eco magnético do avião nas telas de radar. O avião perdia altitude à razão de 5 000 ft (1 520 m) para cada 10 m.n. (18,5 km) percorridos, o que resultava em uma taxa de descida de aproximadamente 12:1. Tanto Quintal quanto os controladores de tráfego concluíram que, naquelas condições, o voo 143 não chegaria a Winnipeg.
Quintal, então, sugeriu que o avião pousasse na base aérea de Gimli. mas não sabia que a base havia se tornado uma pista de corrida de automóveis, e uma de suas pistas estava fechada. Por causa da conversão da pista, esta foi dividida em duas, com uma divisória metálica no meio. E, em adição, um "Dia da Família" estava sendo realizado no local, com toda a área ao redor da antiga pista ocupada por campistas, e com uma corrida de arrancada realizada na pista.
Sem o sistema hidráulico, os pilotos tinham que tentar baixar o trem de pouso da aeronave com auxílio da gravidade, mas devido à corrente de ar, a perna do nariz não conseguiu travar na posição correta. A velocidade cada vez menor do avião também reduzia a eficiência da turbina eólica de emergência (RAT), fazendo com que o 767 ficasse cada vez mais difícil de ser controlado.
Quando a pista estava mais próxima, o avião aparentava estar muito alto, levando Pearson a executar uma manobra conhecida como glissada, para aumentar o arrasto da aeronave e assim diminuir a sua altura. Essa manobra consiste em inclinar a aeronave para expor mais área e causar mais fricção, aumentando a resistência e diminuindo a altura de voo. Quando a manobra foi executada, a aeronave voava sobre um campo de golfe, e um passageiro comentou "Cristo... Eu quase posso ver que tacos eles estão usando!". Tal manobra é frequentemente executada em planadores e aeronaves leves para aumentar a taxa de descida, mas nunca é usada em aviões comerciais de passageiros.
Assim que o trem principal tocou a pista, Pearson aplicou os freios com força, explodindo dois pneus. A perna do nariz, destravada, voltou para dentro do compartimento, fazendo o nariz do avião se arrastar no chão. O avião ainda atingiu a rail que dividia a pista, reduzindo sua velocidade, o que evitou que ele saísse da pista.
Nenhum dos 61 passageiros sofreu ferimentos graves. Um pequeno incêndio na área do nariz foi rapidamente extinto por pilotos de corrida e funcionários, que possuíam extintores. Como o nariz ficou em conta(c)to com o chão, a traseira do avião ficou elevada, e alguns passageiros que desceram pelos escorregadores de emergência sofreram ferimentos leves. Estes foram tratados por um médico, que estava se preparando para de(s)colar da outra pista de Gimli.
Curiosamente, a van que transportava mecânicos do aeroporto de Winnipeg para Gimli ficou sem combustível no meio do caminho. e um outro veículo foi enviado para ajudar.

## Investigação
O incidente foi alvo de uma investigação imediata por parte da Air Canada, que concluiu que houve tanto falhas humanas quanto mecânicas. O caso foi também investigado pelo predecessor do Transportation Safety Board of Canada; este, ao mesmo tempo que concluiu que a administração da Air Canada foi responsável por "falhas administrativas", parabenizou a tripulação por seu "profissionalismo e habilidade". O relatório também comentou que a Air Canada "negou-se a designar clara e especificamente a responsabilidade pelo cálculo da quantidade de combustível", concluindo que a companhia falhou na transferência da tarefa de realização desse cálculo, que antes era feito por um engenheiro de voo.

### Sistema indicador de quantidade de combustível
Informações acerca da quantidade de combustível disponível nos tanques do 767 são geralmente calculadas por um sistema de indicador de quantidade de combustível (FQIS, Fuel Quantity Indicator System) e são fornecidas por instrumentos no cockpit. O FQIS da aeronave envolvida no incidente possuía um processador de dois canais, que calculavam o combustível de forma independente e então confrontavam as duas informações. Caso um canal falhasse, o outro poderia continuar operando sozinho, mas nessas circunstâncias a quantidade indicada deveria ser confrontada com uma medida manual antes da partida. Caso ambos os canais falhassem, não haveria indicação de combustível no cockpit, e a aeronave seria considerada inoperável e, portanto, proibida de voar.
Após a descoberta de inconsistências no FQIS de outros 767s, a Boeing divulgou uma nota de serviço sobre a checagem do sistema. Um engenheiro em Edmonton seguiu os procedimentos quando a aeronave chegou no dia anterior ao acidente. Durante a verificação, o FQIS avariou e os instrumentos do cockpit se apagaram. O engenheiro já havia lidado com esse problema antes, quando o mesmo avião chegou de Toronto, com problemas no FQIS. Ele descobriu então que desligando-se o segundo canal mediante o use de uma chave, os instrumentos do cockpit funcionavam corretamente, apesar de apenas um canal estar operando. Ele simplesmente repetiu o processo, e desligou o outro canal.
No dia do incidente, o avião voou de Edmonton para Montreal. Antes da partida, o engenheiro avisou o piloto sobre o problema, e confirmou que o combustível deveria ser medido manualmente. Entretanto, o piloto, em um mal entendido, entendeu que a aeronave partiu de Toronto já com o problema na tarde anterior. O voo prosseguiu normalmente com o FQIS operando em apenas um canal.
Após a chegada a Montreal, deveria haver mudança de tripulação para o voo de volta a Edmonton. O piloto que saía informou a Pearson e a Quintal sobre o problema com o FQIS, e passou a eles a falsa informação que o avião teria voado no dia anterior com o problema. O Capitão Pearson acreditou, inclusive, que o FQIS já estaria totalmente inoperante.
Enquanto a aeronave era preparada para voar de volta para Edmonton, um funcionário da manutenção decidiu investigar o problema com o FQIS. Para testar o sistema, ele religou o segundo canal, momento no qual os mostradores no cockpit se apagaram. Ele foi então chamado para realizar uma medição manual da quantidade de combustível nos tanques. Distraído, ele se esqueceu de desligar o segundo canal. O FQIS se tornou então completamente inoperante, e os mostradores do cockpit se apagaram.
Um regist(r)o de todas as ações e diagnósticos foi feito no relatório de manutenção, incluindo a entrada: “SERVICE CHK – FOUND FUEL QTY IND BLANK – FUEL QTY #2 C/B PULLED & TAGGED...”. Isso indica que os mostradores de combustível estavam apagados e que o segundo canal foi desligado, mas não deixa claro se esta ação corrigiu o problema.
Ao entrar no cockpit o Capitão Pearson viu o que ele já esperava ver: mostradores apagados e um circuito aberto. Ele consultou a Lista de Equipamentos Mínimos da aeronave (MEL, Minimum Equipment List), segundo a qual o avião não poderia de(s)colar em tal situação. Entretanto, o 767 ainda era um avião recente, que voou pela primeira vez em setembro de 1981. O C-GAUN foi o 47º Boeing 767 a deixar a linha de produção, e havia sido entregue à Air Canada apenas quatro meses antes. À época, já haviam sido feitas 55 mudanças na MEL, e algumas páginas ainda estavam em branco, aguardando o desenvolvimento de procedimentos. Como resultado da má confiabilidade da lista, era comum o pessoal da manutenção autorizar a de(s)colagem de aviões.

### Fatores que evitaram fatalidades maiores
O Boeing 767 era um dos primeiros jatos comerciais a ser equipado com um Sistema Eletrônico de Instrumentos de Voo (EFIS, Electronic Flight Instrument System), um sistema que, para funcionar, necessita da potência elétrica fornecida pelos geradores acionados pelos motores da aeronave. Portanto, com os dois motores parados, o sistema também desligou, e apenas alguns instrumentos básicos, ligados à bateria, continuaram a operar. Esses instrumentos forneceram informações básicas, porém suficientes para pousar o avião em segurança. No entanto, um VSI (Vertical Speed Indicator, ou indicador de velocidade vertical) - que indica a que velocidade o avião perde altura (e portanto, a estimativa de quanto tempo a aeronave poderia planar) - não estava entre esses instrumentos.
Em aviões do tamanho do 767, os motores também fornecem energia para os sistemas hidráulicos, sem os quais a aeronave não pode ser controlada. Portanto, tal aeronave já vem pronta para enfrentar tal problema. No 767, geralmente tem-se o acionamento automático de uma turbina eólica de emergência (RAT, ou ram air turbine), um gerador movido por uma pequena hélice, que é girada pela corrente de ar que passa por ela. Como os pilotos do 767 experimentariam, diminuindo-se a velocidade frontal do avião, diminui-se também a quantidade de energia fornecida pela RAT.

## Último voo

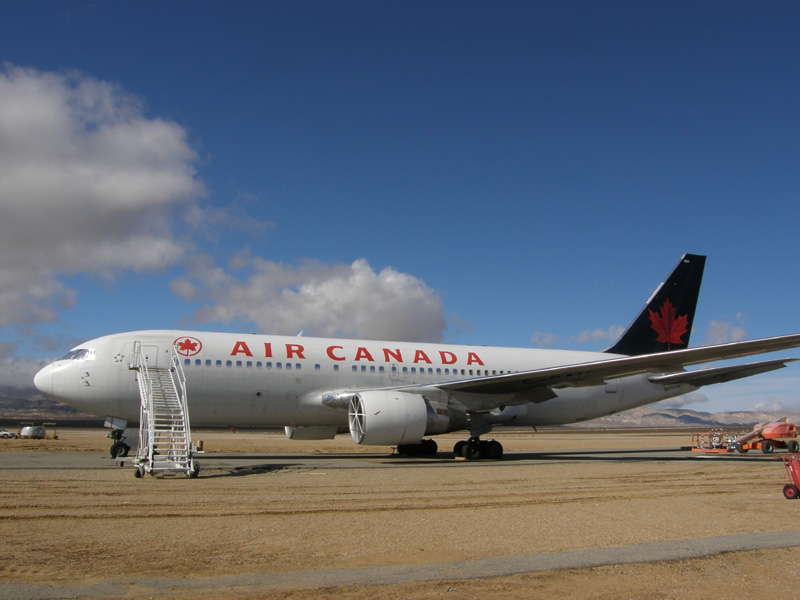
C-GAUN, a aeronave envolvida no incidente, em fevereiro de 2008

Em 24 de janeiro de 2008 o "Planador de Gimli", como ficou conhecida a aeronave, fez a sua última viagem, o voo AC7067, do Aeroporto Internacional Pierre Elliott Trudeau em Montréal, para o aeroporto de Mojave, no deserto de mesmo nome, no centro-este da Califórnia, onde foi desmantelado para peças. O voo foi capitaneado por Jean-Marc Bélanger, ex-presidente da Associação de Pilotos do Canadá, e estavam a bordo os antigos pilotos do voo 143, Robert Pearson e Maurice Quintal. Estavam também a bordo três dos seis membros da tripulação do voo 143.
No 25.º aniversário do incidente, em 2008, os pilotos Pearson e Quintal celebraram em uma parada em Montréal, onde um mural foi erguido para relembrar o pouso de emergência em 1983.
Os restos do 767 foram postos à venda por 3 milhões de dólares[carece de fontes?].